# Рейсмусовый станок
Рейсмусовый станок (от нем. Reißmaß) — деревообрабатывающий станок; разновидность строгальных станков; предназначен для простругивания заготовок в размер по толщине. Обычно обработке подвергаются детали, предварительно проструганные на фуговальном станке.

## Конструкция
Режущий инструмент станка — ножевой вал. Заготовку подают в станок по горизонтальному (рабочему) столу.
Различают односторонние рейсмусовые станки и двусторонние рейсмусовые станки.
Односторонние рейсмусовые станки имеют один ножевой вал для снятия материала сверху заготовки. Двусторонние рейсмусовые станки имеют дополнительный ножевой вал на рабочем столе.
Базирование заготовки осуществляется по рабочему столу, и, если необходимо, боковыми роликами или планкой. Заготовка удерживается вальцами. Подача либо ручная, либо с помощью вальцов.
Сходные по конструкциям фуговальный станок и двусторонний рейсмусовый станок зачастую комбинируют в фуговально-рейсмусовый станок.

## Характеристики
Типовая максимальная ширина обрабатываемых заготовок 315..1250 мм, толщина — 5..160 мм; диаметр ножевых валов 100..165 мм, 2..4 ножа на валу, скорость вращения валов 5 000..10 000 об/мин. Мощность электрического двигателя от 1 кВт до 44 кВт.